# خوسيه ديفيد دومينغيز
خوسيه ديفيد دومينغيز (بالإسبانية: José David Domínguez)‏ هو منافس ألعاب قوى إسباني، ولد في 29 ديسمبر 1980.

## وصلات خارجية
- خوسيه ديفيد دومينغيز على موقع الاتحاد الدولي لألعاب القوى (الإنجليزية)
- خوسيه ديفيد دومينغيز على موقع أوليمبيديا (الإنجليزية)